# Phaula
Phaula is een kevergeslacht uit de familie van de boktorren (Cerambycidae). De wetenschappelijke naam van het geslacht werd voor het eerst geldig gepubliceerd in 1857 door Thomson.

## Soorten
Phaula omvat de volgende soorten:
- Phaula antiqua Thomson, 1857
- Phaula atyroa Galileo & Martins, 2007
- Phaula bullula Martins, 1984
- Phaula lichenigera (Perty, 1832)
- Phaula microsticta (Lane, 1973)
- Phaula splendida (Galileo & Martins, 1987)
- Phaula thomsonii Lacordaire, 1872